# 宇津木昆台
宇津木 昆台（1779年—1848年），俗稱太一郎，名益夫，號昆台，號天敬。尾張藩（今名古屋市）人，江戶時代後期著名漢醫學者，在京都執業。因為精通神道、儒、釋、老、醫，五種學問，被稱為五足齋。
他擅長《傷寒論》的學問，是古方派的一份子。

## 著作
著有《古訓醫傳》、《日本醫譜》。